# Trarego Viggiona

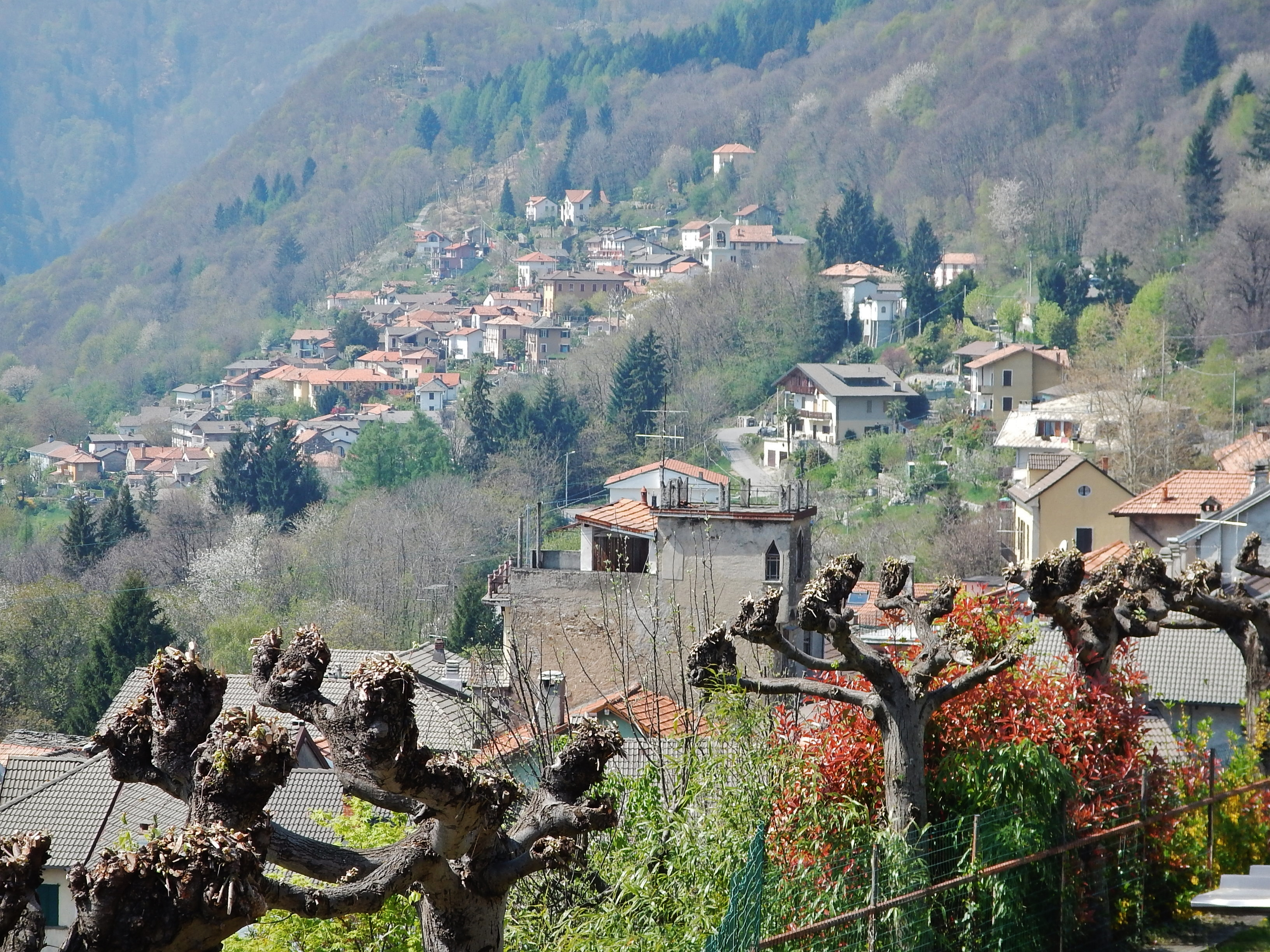
Im Hintergrund Trarego, im Vordergrund die Fraktion Cheglio

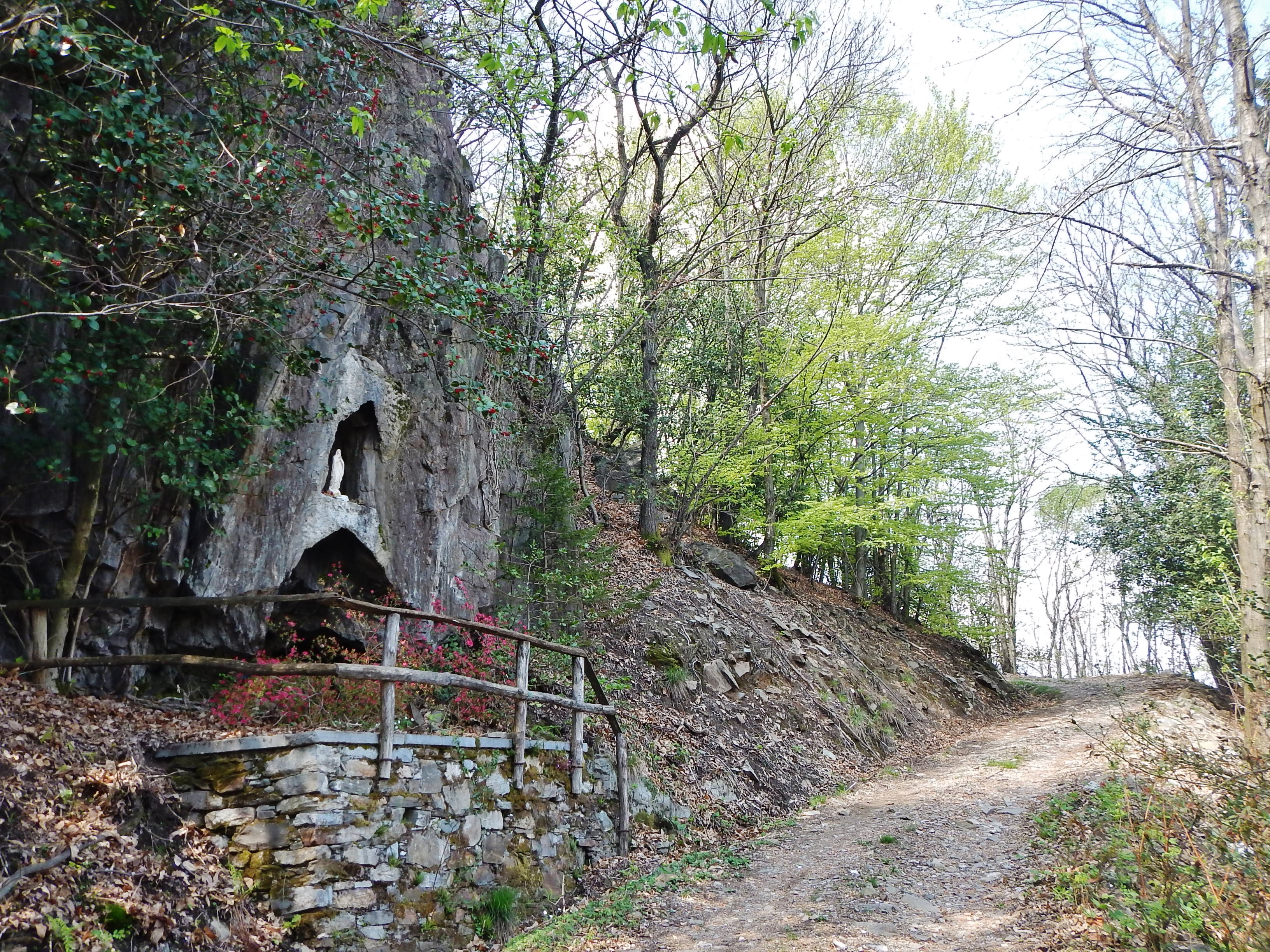
Altar am Wegesrand

Trarego Viggiona ist eine Gemeinde in der italienischen Provinz Verbano-Cusio-Ossola (VB) in der Region Piemont.

## Lage und Einwohner
Trarego Viggiona liegt 20 km nordöstlich von der Provinzhauptstadt Verbania auf einer Höhe von 771 m ü. M. und damit etwa 580 m über dem Lago Maggiore. Das Gemeindegebiet umfasst eine Fläche von 18,9 km² und hat 398 Einwohner (Stand am 31. Dezember 2023). Zur Trarego Viggiona gehören die Fraktionen Tràrego, Viggiona und Cheglio. 
Die Nachbargemeinden sind Aurano, Cannero Riviera, Cannobio, Falmenta und Oggebbio.

## Geschichte
Die beiden Gemeinden Viggiona und Trarego fusionierten 1928 zur Gemeinde Trarego Viggiona.
Am 25. Februar 1945 wurden neun Partisanen der Volante Cucciolo-Formation von den faschistischen Milizen der Milizia Confinaria unter dem Kommando von Major Martinez und Captain Nisi eingekreist und anschließend erschossen.
Der italienische Präsident Giorgio Napolitano verlieh der Gemeinde Trarego Viggiona am 26. Juni 2008 die Silbermedaille «für zivile Verdienste (1943–1945)».

## Verkehr
Eine teilweise schmale, kurvenreiche Straße führt von Cannero via Piancassone nach Viggiona und danach nach Cheglio und Trarego. Trarego-Viggiona ist dem öffentlichen Verkehrsnetz angeschlossen: Dreimal pro Tag verkehrt ein Minibus von und nach Cannero, von dort gibt es Schiffsverbindungen nach Luino und Intra-Verbania oder Richtung Schweiz. Zudem pendelt ein Bus zwischen Brissago (CH) und Pallanza. Zu Fuß ist Trarego über die alte Straße ab Cannero-Piancassone oder von Oggiogno erreichbar.

## Tourismus
Wanderfreunden bietet sich eine Vielzahl an Möglichkeiten an: Der Hausberg Monte Carza (1116 m) bietet einen Rundblick ins Cannobinertal, die Schweiz, nach Luino und weiter bis Laveno; ab Trarego ist er in ca. 1,5 Stunden zu Fuß zu erreichen. Eine schöne Aussicht bieten auch der Monte Spalavera (1534 m) und der Monte Morissolo (1311 m. ü. M.), der von Trarego via Oggiogno in ca. 3,5 Stunden zu erreichen ist. In die Nähe beider Gipfel kommt man auf der Passstraße zu Il Colle auch motorisiert und gelangt in ca. 30 Minuten bequem zum Gipfel. Auch für Mountainbiker gibt es ausgeschilderte Strecken.

## Kultur
Es gibt zahlreiche traditionelle Feste, wie beispielsweise das „Festa da San Eurosia“, ein religiöses Fest im Oratorio San Eurosia Anfang August oder ebenfalls im August das „Festa della Birra“ (Bierfest). Anfang September lädt Trarego zur „Castagnata“: Frisch geerntete Kastanien werden auf traditionelle Weise über dem offenen Feuer geröstet und gegessen.
In Trarego steht Interessierten das „Museo tattile di Scienze naturali del lago e della montagna“ (tattile: berühren oder tasten). Das Museum will die örtliche Natur zwischen Berge und See erlebbar machen. Sowohl in Viggiona wie auch in Trarego können Kirchen besichtigt werden, ebenso in Cheglio. Die Kirche in Trarego, welche dem heiligen Martin gewidmet ist, bietet einige besondere Schätze: Die geschnitzten Statuen der Nera die Loreto (schwarze Madonna), die Madonna della Cintura und den heiligen Carlo Borromeo, alle aus dem 18. Jahrhundert. Das Oratorio San Eurosia, das außerhalb von Trarego liegt, ist ein schöner Fleck zum Verweilen. Die Wälder rund um Trarego Viggiona zeugen von der früheren Nutzung jedes noch so steilen Fleck Landes: Die Hänge sind mit Trockenmauern terrassiert, und es sind unzählige mehr oder weniger zerfallene Rustichi (Steinhäuser) anzutreffen. Von historischer Bedeutung ist auch die „Linea Cadorna“, die der italienische General Cadorna zwischen 1915 und 1918 zur Verteidigung gegen einen Angriff von Norden her erbauen ließ. Zwischen dem Monte Carza und dem Monte Zeda sind an vielen Stellen noch Schützengräben und teilweise zerfallene militärische Einrichtungen anzutreffen.

## Sehenswürdigkeiten
- Pfarrkirche San Martino bewahrt ein Polyptychon aus dem späten 16. Jahrhundert, einen Holzkreuz und eine hölzerne Kanzel, beide von 18. Jahrhundert.
- Alte romanische Kirche im Friedhof bewahrt mittelalterliche Fresken.
- Museo Tattile di scienze naturali del Lago e della Montagna.